# Xã Berne, Quận Fairfield, Ohio
Xã Berne (tiếng Anh: Berne Township) là một xã thuộc quận Fairfield, tiểu bang Ohio, Hoa Kỳ. Năm 2010, dân số của xã này là 5.088 người.